# Единбург (Тексас)
Единбург (енгл. Edinburg) град је у америчкој савезној држави Тексас. По попису становништва из 2010. у њему је живело 77.100 становника.

## Демографија
Према попису становништва из 2010. у граду је живело 77.100 становника, што је 28.635 (59,1%) становника више него 2000. године.
| Група             | 2000.          | 2010.          |
| Белци             | 4.772 (9,8%)   | 6.177 (8,0%)   |
| Афроамериканци    | 281 (0,6%)     | 1.223 (1,6%)   |
| Азијати           | 315 (0,6%)     | 1.672 (2,2%)   |
| Хиспаноамериканци | 42.981 (88,7%) | 67.989 (88,2%) |
| Укупно            | 48.465         | 77.100         |